# Blanquette de veau
Pour les articles homonymes, voir Blanquette et Veau (homonymie).
La blanquette, ou blanquette de veau ou blanquette de veau à l'ancienne, est une recette de cuisine traditionnelle de cuisine française, à base  de viande de veau cuite dans un bouillon avec carotte, poireau, oignon et bouquet garni, liée en sauce blanche (roux) et aux champignons de Paris.

## Étymologie
Le terme « blanquette » vient de la couleur blanche de la sauce blanche. Toutes les viandes blanches (dinde, poulet, volaille, lapin, porc), mais aussi agneau, ou poisson (lotte, daurade), peuvent se préparer « en blanquette » bien que celle de veau reste une des références culinaires de la gastronomie française.

## Photographies

Blanquette de veau à l'ancienne
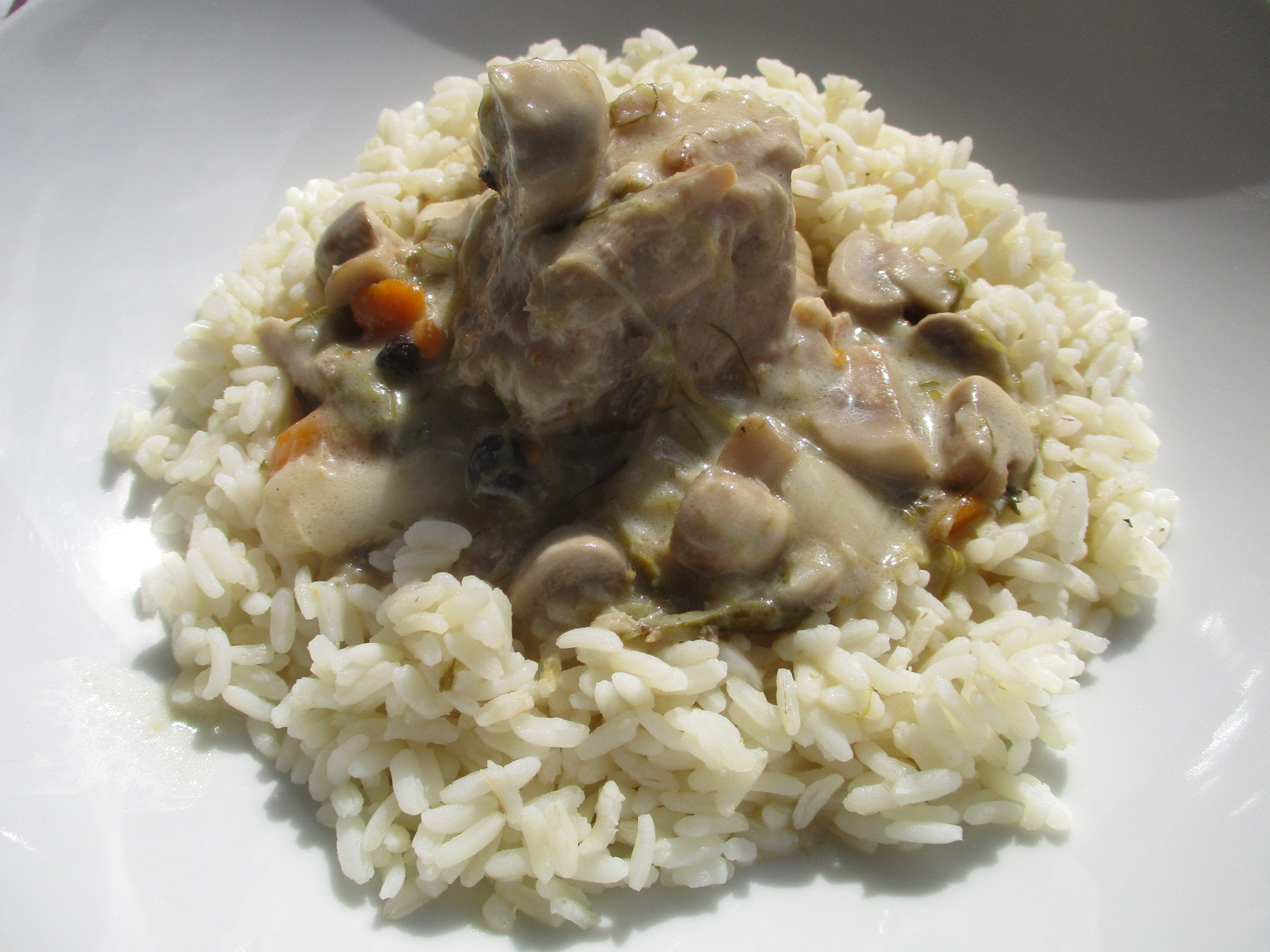
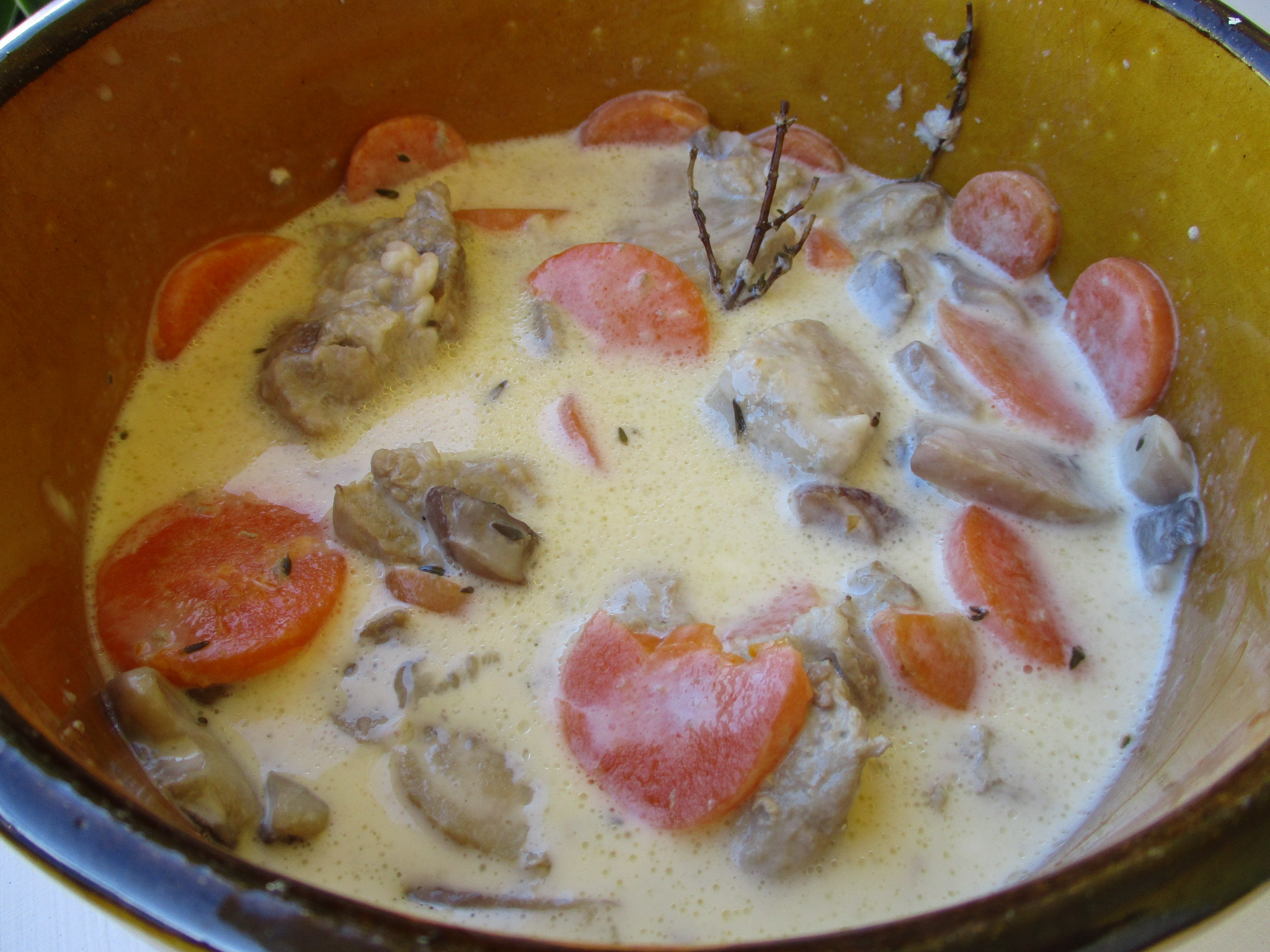
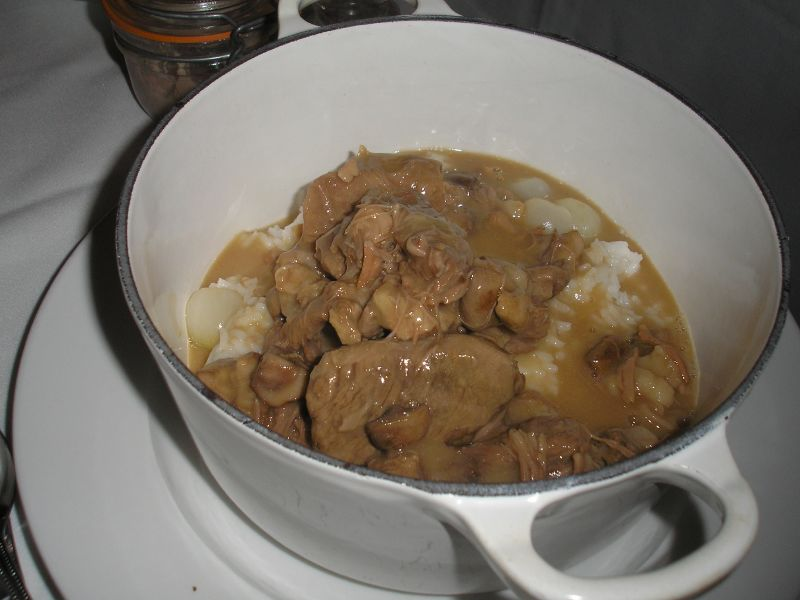

## Histoire de la recette
La création de la blanquette de veau remonte au XIXe siècle en France et plus précisément dans les régions d'élevage de veaux telles que l'Île-de-France et l'Auvergne. Ce plat emblématique est né dans les cuisines des classes bourgeoises parisiennes, où l'on recherchait des mets délicats et raffinés.

## Préparation

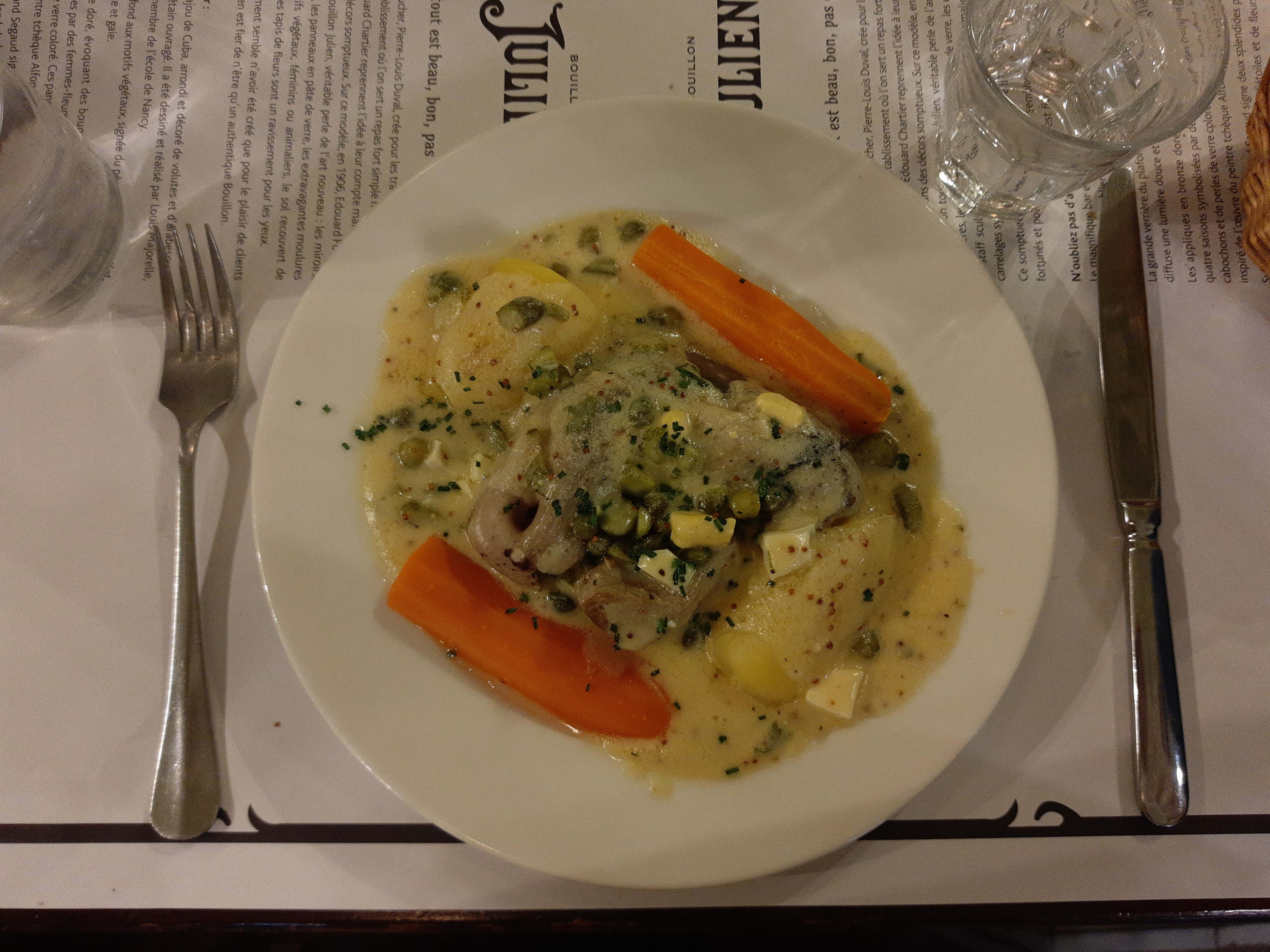
Blanquette de veau, Julien, Paris

La pièce de veau de lait choisie pour la blanquette est généralement du tendron, collier, poitrine, ou de l'épaule désossée. La viande découpée en morceaux est cuite à l'eau avec carotte, céleri, poireau pour former un bouillon-fond blanc de veau.
La sauce est obtenue en faisant un roux, pour créer une sauce épaisse et onctueuse,  dans lequel une quantité de bouillon-fond blanc est ajoutée. Ce mélange est ensuite crémé. Certaines variantes de la recette préconise une liaison aux jaunes d'œufs. Ce plat peut être accompagné de riz, de pâtes, ou de pommes de terre. La viande, les carottes et l'accompagnement sont servis chauds, avec du persil. Elle peut être relevée par un jus de citron. La blanquette passe pour faire partie des plats mijotés meilleurs réchauffés.

## La blanquette de veau dans les arts

### Littérature
Le commissaire Maigret (œuvre de l'écrivain Georges Simenon) est connu pour être un grand amateur de blanquette préparée par madame Maigret (son épouse), ainsi que le commissaire San-Antonio (œuvre de l'écrivain Frédéric Dard) qui raffole de celle préparée par sa mère.

### Cinéma
Le nom de code retenu pour l'arrivée d'OSS 117 au Caire dans OSS 117 : Le Caire, nid d'espions est « Comment est votre blanquette ? », la réponse étant « La blanquette est bonne ».

### Musique
En 2002, Vincent Delerm évoque, dans la chanson Tes parents, la blanquette des parents de Chloé dont ils rapportent les restes en rentrant le dimanche soir à la porte de Champerret.